# Spirostreptus rotundanus
Spirostreptus rotundanus är en mångfotingart som beskrevs av Karsch 1881. Spirostreptus rotundanus ingår i släktet Spirostreptus och familjen Spirostreptidae. Inga underarter finns listade i Catalogue of Life.